# Feriel Moulaï
 (octobre 2020).
Pour l’article homonyme, voir Moulaï.
Feriel Moulaï est une mannequin et youtubeuse belge spécialisée en conseils beauté.

## Biographie

### Carrière de mannequin
En septembre 2018, Feriel commence sa carrière en défilant lors de la Fashion Week de Londres, et elle devient le premier mannequin portant le voile à défiler lors de la Fashion Week de Paris,,,, et ce pour la marque Koché.
En 2019, deux des principaux magazines de mode féminin dans le monde la choisissent pour figurer dans leurs éditoriaux, Il s'agit de Vogue arabia et Harper's Bazaar arabia (deux fois), on la retrouve également dans le I-D et Vice.
Elle signe rapidement avec plusieurs agences internationales dont The Squad Management, Dominique Models et PMA. Feriel prête son image à Farfetch, Nike et Just Cavalli. En 2020, Feriel est le visage de plusieurs campagnes: Harvey Nichols, Pinko. En avril 2020, elle pose pour la couverture du Grazia Middle East. En mai de la même année, elle posera également pour la couverture du Harper's Bazaar Arabia.